# Marchand d'Or
Marchand d'Or, né en 2003, est un cheval de course pur-sang anglais, sacré sprinter de l'année en Europe en 2008.

## Carrière de courses
Marchand d'Or aurait pu faire carrière sous une autre casaque que celle de son éleveur, Mme Jean-Louis Giral, puisqu'il fait ses premiers pas en compétition à 2 ans dans un réclamer, une course dans laquelle tous les partants sont à vendre. Mais il ne trouve pas preneur, et, castré, on ne le revoit que sept mois plus tard lorsqu'il s'impose nettement dans un maiden à Compiègne. Cette victoire lui ouvre les portes du niveau supérieur et il s'y engouffre en prenant la deuxième place du Prix Djebel, une préparatoire aux classiques auquel son état de hongre lui interdit l'accès. Toutefois, il s'impose rapidement comme l'étoile montante du sprint français, le sprint long plus exactement puisque, bien qu'il semble intermittent, il remporte le Prix de la Porte Maillot et le Prix Maurice de Gheest. 
En 2007, après une rentrée manquée du côté de Dubaï et un essai infructueux sur le mile du Prix du Muguet, Marchand d'Or réalise deux doublés, dans le Prix de la Porte Maillot et le Prix Maurice de Gheest, au cours d'une saison ponctuée par des accessits dans certains des meilleurs sprints européens, de part et d'autre de la Manche, ainsi qu'une expédition infructueuse à Hong Kong. Sa saison 2008 commence tard, en juin, par une victoire dans le sprint pur, sur les 1 000 mètres du Prix du Gros-Chêne, et sera la meilleure de sa carrière. Son été est splendide, durant lequel il enchaîne trois groupe 1 : la July Cup, un troisième Prix Maurice de Gheest (une première dans un groupe 1 en France), et le Prix de l'Abbaye de Longchamp. Cette dernière victoire est acquise dans de curieuses circonstances, puisque la course est courue deux fois. Lors du premier départ, la stalle du Britannique Fleeting Spirit, l'un des favoris de la course, reste obstinément fermée. Faux départ. Les jockeys sont rappelés, et Marchand d'Or est aussitôt repris par son partenaire Davy Bonilla. Mais Andreas Suborics, le jockey allemand du phénomène invaincu hongrois Overdose,  n'a rien remarqué et, le nez dans le guidon, file au poteau avec une partie du peloton. Il s'impose, brillamment, en ayant approché, avec un chrono de 54"40, le record de l'épreuve détenu par Habibti depuis 1983 (54"30). Suborics jubile, mais il est bien le seul : la course est annulée, elle sera recourue en fin de réunion, sans Overdose que son entourage renonce logiquement à faire reprendre un départ à quelques heures d'intervalle. Marchand d'Or, lui, n'en a cure et avec le même chrono (54"40)  remporte la "vraie" course, et inscrit son nom au palmarès. Cette série lui vaut logiquement un titre de sprinter européen de l'année.
À 6 ans, Marchand d'Or manque sa saison : trois courses, trois échecs et on ne le revoit plus. Mais l'heure de la retraite n'a pas encore sonné et l'année suivante, désormais entraîné par Mikel Delzangles, il rassure en gagnant d'emblée le Prix de Saint-Georges. Mais ce sera la seule victoire de l'année. Moins en verve, il n'obtient qu'un accessit. En 2008, le vétéran n'ajoute qu'un seul succès à son palmarès, dans le Prix de Meautry, mais prend tout de même une belle troisième place dans un Prix Maurice de Gheest remporté par la championne Moonlight Cloud, qui comme lui inscrira trois fois son nom au palmarès du sprint deauvillais. Courant jusqu'à 9 ans, mais sans succès Marchand d'Or atteint le total de 40 courses, une anomalie pour un cheval de ce niveau. 

### Résumé de carrière
| Date         | Hippodrome       | Pays        | Course                        | Statut      | Distance    | Jockey       | Place       | Écart       | Vainqueur ou deuxième |
| 2005, 2 ans  | 2005, 2 ans      | 2005, 2 ans | 2005, 2 ans                   | 2005, 2 ans | 2005, 2 ans | 2005, 2 ans  | 2005, 2 ans | 2005, 2 ans | 2005, 2 ans           |
| ------------ | ---------------- | ----------- | ----------------------------- | ----------- | ----------- | ------------ | ----------- | ----------- | --------------------- |
| 30 août      | Chantilly        | France      | Prix du Bois Bourdon          | À réclamer  | 1 200 m     | A. Malenfant | 7e / 15     | 5 ½         | Lord Tilly            |
| 2006, 3 ans  |                  |             |                               |             |             |              |             |             |                       |
| 20 mars      | Compiègne        | France      | Prix de Venette               | Maiden      | 1 400 m     | Davy Bonilla | 1er / 9     | 4           | Riverspiane           |
| 4 avril      | Maisons-Laffitte | France      | Prix Djebel                   | Listed      | 1 400 m     | Davy Bonilla | 2e / 5      | 3/4         | Stormy River          |
| 18 mai       | Longchamp        | France      | Prix du Pont Neuf             | Listed      | 1 400 m     | Davy Bonilla | 1er / 7     | 1 ½         | Mednaya               |
| 26 juin      | Longchamp        | France      | Prix de la Porte Maillot      | Gr. 3       | 1 400 m     | Davy Bonilla | 1er / 10    | 3           | Ridaar                |
| 15 juillet   | Maisons-Laffitte | France      | Prix de Ris-Orangis           | Gr. 3       | 1 200 m     | Davy Bonilla | 6e / 9      | 2           | Presto Shinko         |
| 6 août       | Deauville        | France      | Prix Maurice de Gheest        | Gr. 1       | 1 300 m     | Davy Bonilla | 1er / 17    | 2           | Satri                 |
| 30 septembre | Longchamp        | France      | Prix de la Forêt              | Gr. 1       | 1 400 m     | Davy Bonilla | 7e / 14     | 1 ¾         | Caradak               |
| 2007, 4 ans  |                  |             |                               |             |             |              |             |             |                       |
| 31 mars      | Nad Al Sheba     | Dubaï       | Dubai Golden Shaheen          | Gr. 1       | 1 200 m     | Davy Bonilla | 8e / 16     | 7 ¼         | Kelly's Landing       |
| 1er mai      | Saint-Cloud      | France      | Prix du Muguet                | Gr. 2       | 1 600 m     | Davy Bonilla | 8e / 10     | 9 ½         | Racing                |
| 25 juin      | Longchamp        | France      | Porte de la Porte Maillot     | Gr. 3       | 1 400 m     | Davy Bonilla | 1er / 9     | 2 ½         | Bertranicus           |
| 13 juillet   | Newmarket        | Royaume-Uni | July Cup                      | Gr. 1       | 1 200 m     | Davy Bonilla | 4e / 18     | 2           | Sakhee's Secret       |
| 5 août       | Deauville        | France      | Prix Maurice de Gheest        | Gr. 1       | 1 300 m     | Davy Bonilla | 1er / 13    | 1           | Dutch Art             |
| 8 septembre  | Haydock          | Royaume-Uni | Haydock Sprint Cup            | Gr. 1       | 1 200 m     | Davy Bonilla | 2e / 14     | 3/4         | Red Clubs             |
| 6 octobre    | Longchamp        | France      | Prix de la Forêt              | Gr. 1       | 1 400 m     | Davy Bonilla | 3e / 13     | 3 ¼         | Toysome               |
| 9 décembre   | Sha Tin          | Hong Kong   | Hong Kong Sprint              | Gr. 1       | 1 200 m     | Davy Bonilla | 6e / 13     | 4 ¾         | Sacred Kingdom        |
| 2008, 5 ans  |                  |             |                               |             |             |              |             |             |                       |
| 1er juin     | Chantilly        | France      | Prix du Gros-Chêne            | Gr. 2       | 1 000 m     | Davy Bonilla | 1er / 12    | encolure    | Equiano               |
| 21 juin      | Ascot            | Royaume-Uni | Golden Jubilee Stakes         | Gr. 1       | 1 200 m     | Davy Bonilla | 6e / 17     | 5 ¾         | Kingsgate Native      |
| 11 juillet   | Newmarket        | Royaume-Uni | July Cup                      | Gr. 1       | 1 200 m     | Davy Bonilla | 1er / 13    | tête        | US Ranger             |
| 10 août      | Deauville        | France      | Prix Maurice de Gheest        | Gr. 1       | 1 300 m     | Davy Bonilla | 1er / 16    | 3/4         | African Rose          |
| 5 octobre    | Longchamp        | France      | Prix de l'Abbaye de Longchamp | Gr. 1       | 1 000 m     | Davy Bonilla | 1er / 17    | 1 ½         | Moorhouse Lad         |
| 14 décembre  | Sha Tin          | Hong Kong   | Hong Kong Sprint              | Gr. 1       | 1 200 m     | Davy Bonilla | 6e / 13     | 1 ¾         | Inspiration           |
| 2009, 6 ans  |                  |             |                               |             |             |              |             |             |                       |
| 28 mars      | Nad Al Sheba     | Dubaï       | Dubai Golden Shaheen          | Gr. 1       | 1 200 m     | Davy Bonilla | 12e / 12    | 23          | Big City Man          |
| 10 mai       | Longchamp        | France      | Prix de Saint-Georges         | Gr. 3       | 1 000 m     | Davy Bonilla | 4e / 7      | 4 ¾         | Mood Music            |
| 31 mai       | Chantilly        | France      | Prix du Gros-Chêne            | Gr. 2       | 1 000 m     | Davy Bonilla | 8e / 9      | 5           | Tax Free              |
| 2010, 7 ans  |                  |             |                               |             |             |              |             |             |                       |
| 16 mai       | Longchamp        | France      | Prix de Saint-Georges         | Gr. 3       | 1 000 m     | Davy Bonilla | 1er / 10    | tête        | Benbaun               |
| 6 juin       | Chantilly        | France      | Prix du Gros-Chêne            | Gr. 2       | 1 000 m     | Davy Bonilla | 3e / 10     | 1/2         | Planet Five           |
| 19 juin      | Ascot            | Royaume-Uni | Golden Jubilee Stakes         | Gr. 1       | 1 200 m     | Davy Bonilla | 11e / 24    | 4 ¾         | Starspangledbanner    |
| 9 juillet    | Newmarket        | Royaume-Uni | July Cup                      | Gr. 1       | 1 200 m     | Davy Bonilla | 9e / 14     | 6 ¾         | Starspangledbanner    |
| 12 septembre | Longchamp        | France      | Prix du Petit Couvert         | Gr. 3       | 1 000 m     | Davy Bonilla | 9e / 14     | 4 ¾         | Swiss Diva            |
| 3 octobre    | Longchamp        | France      | Prix de l'Abbaye de Longchamp | Gr. 1       | 1 000 m     | Davy Bonilla | 4e / 21     | 3 ¼         | Gilt Edge Girl        |
| 2011, 8 ans  |                  |             |                               |             |             |              |             |             |                       |
| 5 juin       | Chantilly        | France      | Prix du Gros-Chêne            | Gr. 2       | 1 000 m     | Davy Bonilla | 7e / 14     | 4           | Wizz Kid              |
| 2 juillet    | Longchamp        | France      | Porte de la Porte Maillot     | Gr. 3       | 1 400 m     | Davy Bonilla | 4e / 11     | 1 ½         | Moonlight Cloud       |
| 7 août       | Deauville        | France      | Prix Maurice de Gheest        | Gr. 1       | 1 300 m     | Davy Bonilla | 3e / 13     | 4 ¼         | Moonlight Cloud       |
| 28 août      | Deauville        | France      | Prix de Meautry               | Gr. 3       | 1 200 m     | Davy Bonilla | 1er / 15    | 1/2         | Definitely            |
| 2 octobre    | Longchamp        | France      | Prix de la Forêt              | Gr. 1       | 1 400 m     | Davy Bonilla | 6e / 8      | 10 ½        | Dream Ahead           |
| 1er novembre | Maisons-Laffitte | France      | Prix de Seine-et-Oise         | Gr. 3       | 1 200 m     | Davy Bonilla | 11e / 16    | 7           | Iver Bridge Lad       |
| 2012, 9 ans  |                  |             |                               |             |             |              |             |             |                       |
| 8 juillet    | Maisons-Laffitte | France      | Prix de Ris-Orangis           | Gr. 3       | 1 200 m     | Davy Bonilla | 3e / 9      | 2           | Lockwood              |
| 5 août       | Deauville        | France      | Prix Maurice de Gheest        | Gr. 1       | 1 300 m     | Davy Bonilla | 8e / 9      | 10          | Moonlight Cloud       |
| 16 septembre | Longchamp        | France      | Prix du Petit Couvert         | Gr. 3       | 1 000 m     | Davy Bonilla | 5e / 7      | 7 ½         | Monsieur Joe          |

## Origines
D'origine modeste, Marchand d'Or est, de loin, le meilleur produit de Marchand de Sable, un vainqueur du Critérium de Saint-Cloud qui ne fit guère d'étincelles au haras et faisait la monte à 3 000 euros lorsqu'il l'engendra (son tarif allait toutefois grimper jusqu'à 15 000 euros l'année de sa mort, en 2009). La mère, Fedora, n'a pas couru mais a donné plusieurs petits vainqueurs. Il faut remonter à la troisième mère, Kesar Queen, née en 1973, pour trouver du caractère gras puisque celle-ci remporta les Coronation Stakes et se plaça dans les 1000 Guinées, le Prix de Sandringham et le Prix de l'Opéra.

### Pedigree
| Origines de Marchand d'Or (FR), hongre gris né en 2003 | Origines de Marchand d'Or (FR), hongre gris né en 2003 | Origines de Marchand d'Or (FR), hongre gris né en 2003 | Origines de Marchand d'Or (FR), hongre gris né en 2003 |
| ------------------------------------------------------ | ------------------------------------------------------ | ------------------------------------------------------ | ------------------------------------------------------ |
| Père Marchand de Sable                                 | Theatrical                                             | Nureyev                                                | Northern Dancer                                        |
| Père Marchand de Sable                                 | Theatrical                                             | Nureyev                                                | Special                                                |
| Père Marchand de Sable                                 | Theatrical                                             | Tree of Knowledge                                      | Sassafrás                                              |
| Père Marchand de Sable                                 | Theatrical                                             | Tree of Knowledge                                      | Sensibility                                            |
| Père Marchand de Sable                                 | Mercantille                                            | Kenmare                                                | Kalamoun                                               |
| Père Marchand de Sable                                 | Mercantille                                            | Kenmare                                                | Belle of Ireland                                       |
| Père Marchand de Sable                                 | Mercantille                                            | Mercuriale                                             | Pan                                                    |
| Père Marchand de Sable                                 | Mercantille                                            | Mercuriale                                             | Sirrima                                                |
| Mère Fedoral                                           | Kendor                                                 | Kenmare                                                | Kalamoun                                               |
| Mère Fedoral                                           | Kendor                                                 | Kenmare                                                | Belle of Ireland                                       |
| Mère Fedoral                                           | Kendor                                                 | Belle Mécène                                           | Gay Mecene                                             |
| Mère Fedoral                                           | Kendor                                                 | Belle Mécène                                           | Djaka Belle                                            |
| Mère Fedoral                                           | Far But Near                                           | Far North                                              | Northern Dancer                                        |
| Mère Fedoral                                           | Far But Near                                           | Far North                                              | Fleur                                                  |
| Mère Fedoral                                           | Far But Near                                           | Kesar Queen                                            | Nashua                                                 |
| Mère Fedoral                                           | Far But Near                                           | Kesar Queen                                            | Meadow Saffond (famille 11-f)                          |